# Julia Goldani Telles

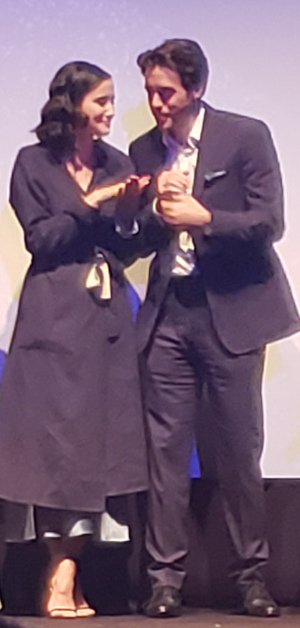
Goldani Telles i Ashley Zukerman (TIFF 2018)

Julia Goldani Telles (ur. 18 marca 1995 w Los Angeles) – amerykańska aktorka latynoskiego pochodzenia, która wystąpiła m.in. w serialach Tancerki i The Affair .

## Filmografia
| Rok  | Tytuł                 | Rola        | Uwagi |
| ---- | --------------------- | ----------- | ----- |
| 2018 | Most Likely to Murder | Tami        |       |
| 2018 | Slender Man           | Hallie      |       |
| 2018 | The Wind              | Emma Harper |       |
| 2020 | Zabójczy urok         | Alex        |       |
| 2021 | Przepaść między nami  | Julia Adams |       |

### Telewizja
| Rok       | Tytuł                              | Rola             | Uwagi              |
| --------- | ---------------------------------- | ---------------- | ------------------ |
| 2012–2013 | Tancerki                           | Sasha Torres     | gł. rola           |
| 2014      | Zaprzysiężeni                      | Morgan           | 1 odc.             |
| 2014      | Pamiętniki Carrie                  | Amelia Strong    | 1 odc.             |
| 2014      | Siostra Jackie                     | Mandy            | 3 odc.             |
| 2014-2019 | The Affair                         | Whitney Solloway | gł. rola           |
| 2016      | Gilmore Girls: A Year in the Life  | Sandee Martin    | miniserial, 1 odc. |
| 2021      | Dziewczyna z doświadczeniem        | Iris             | w gł. obsadzie     |
| 2021      | The Premise                        | Kailey           | 1 odc.             |
| 2022      | Prawo i porządek: sekcja specjalna | Kelsey Jones     | 1 odc.             |